# Арда (приток По)
А́рда (итал. Arda, лат. Harda) — река на севере Италии, правый приток По, протекает по территории провинции Пьяченца в Эмилии-Романьи. Длина реки составляет 67,4 км. Площадь водосборного бассейна — 364 км². Средний расход воды в устье с 1991 по 2011 года — 2,84 м³/с.
Арда начинается на склонах горы Менегоса (высотой 1356 м) в Северных Апеннинах. В верхнем течении на реке устроено водохранилище Лаго-до-Маньяно. Генеральным направлением течения Авето является северо-восток. Около устья принимает справа Онджину и течёт по границе Пьяченцы и Пармы, впадая в По северо-западнее Полезине-Парменсе.